# 5790 Нагасакі
5790 Нагасакі (5790 Nagasaki) — астероїд головного поясу, відкритий 17 жовтня 1960 року.
Тіссеранів параметр щодо Юпітера — 3,418.
Названо на честь Нагасакі (яп. ながさき(長崎) Нагасакі)